# 利尼翁河畔勒尚邦
利尼翁河畔勒尚邦（法語：Le Chambon-sur-Lignon，法語發音：[lə ʃɑ̃bɔ̃ syʁ liɲɔ̃]）是法国上卢瓦尔省的一个市镇，属于伊桑若区。

## 地理
利尼翁河畔勒尚邦（45°3'40"N, 4°18'9"E）面积41.71 平方千米，位于法国奥弗涅-罗讷-阿尔卑斯大区上盧瓦爾省，该省份为法国中南部省份，北起多姆山省和卢瓦尔省，西接康塔爾省，南至洛泽尔省，东临阿尔代什省。
与利尼翁河畔勒尚邦接壤的市镇（或旧市镇、城区）包括：德韦塞、马尔、圣阿格雷沃、马泽圣瓦、唐斯、莱瓦斯特尔。

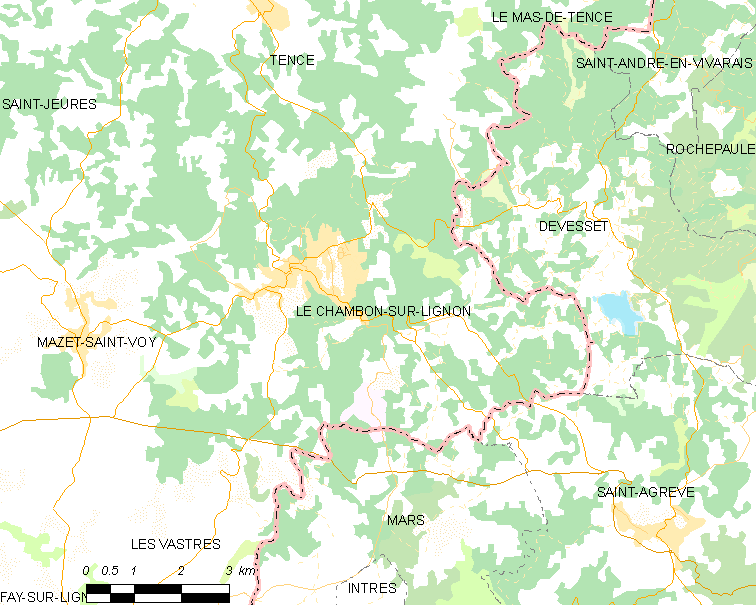
利尼翁河畔勒尚邦的OSM定位图

利尼翁河畔勒尚邦的时区为UTC+01:00、UTC+02:00（夏令时）。

## 行政
利尼翁河畔勒尚邦的邮政编码为43400，INSEE市镇编码为43051。

## 政治
利尼翁河畔勒尚邦所属的省级选区为梅藏县。

## 人口

1962-2008年间利尼翁河畔勒尚邦人口变化图示

利尼翁河畔勒尚邦于2022年1月1日时的人口数量为2451人。